# 17-я гвардейская кавалерийская дивизия
17-я гвардейская кавалерийская Мозырская ордена Ленина Краснознамённая орденов Суворова и Кутузова дивизия — кавалерийская дивизия в составе Рабоче-крестьянской Красной армии Вооружённых сил СССР во время Великой Отечественной войны. Принимала участие в Гражданской войне.

## История формирования
Дивизия сформирована в 1920 году как 7-я Туркестанская кавалерийская бригада (бывшая 1-я Туркестанская кавалерийская бригада развёрнутая из 1-го Оренбургского трудового казачества кавалерийского полка.).
В 1920 участвовала в боях на Восточном Туркестанском и Закаспийском фронтах,
в 1921 — в ликвидации басмаческих банд эмира Бухарского, Ибрагим-бека, в районе Байсун, Дюшанбе (Душанбе) Алим-паши и других в Самаркандской области (янв. — апр. 1923), в Западной Бухаре (июль — сент. 1923), в районе Термез-Шарабад (дек. 1923), в Сурхан-Дарьинской долине (1925), в Каракумской операции (июнь — июль 1926), против Джунаид-хана в Туркмении (окт. — дек. 1927), отрядов, переправившихся из Афганистана в районе Айварги (май 1930), в операциях против Ибрагим-бека и его пленении (май — июнь 1931).
Указом Президиума ВС СССР от 05.11.1931 награждена орденом Красного Знамени.
Приказом войскам САВО № 236/112 от 27 сентября 1932 г. 7 Туркестанская отдельная кавбригада была реорганизована в 7-ю Туркестанскую горно-кавалерийскую дивизию.
C 1935 г. — 7-я Таджикская горно-кавалерийская дивизия.

Отмечая выдающиеся революционные заслуги 7-й Туркестанской Краснознамённой горной кавалерийской дивизии, в борьбе за создание и укрепление советской власти в Таджикистане, её активное участие в социалистическом строительстве республики, большие достижения в деле выращивания и военно-технической и политической подготовке национальных таджикских кадров, Центральный Исполнительный Комитет Союза ССР в связи с 15-летием дивизии постановляет:
1. Переименовать 7-ю Туркестанскую Краснознамённую горную кавалерийскую дивизию в 7-ю Таджикскую Краснознамённую горную кавалерийскую дивизию.
2. Наградить дивизию орденом Ленина.
Председатель ЦИК Союза ССР Г. Петровский.
Секретарь ЦИК Союза ССР И. Акулов.
Москва, Кремль. 17 сентября 1935 г.
— № 2хх Известий ЦИК Союза ССР и ВЦИК от 18 сентября 1935 г.
Приказом Народного Комиссара Обороны СССР № 072 от 21 мая 1936 года 7-я Туркестанская ордена Ленина Краснознамённая кавалерийская дивизия была переименована в 20-ю Таджикскую горную кавалерийскую ордена Ленина Краснознамённую дивизию.
Приказом НКО СССР от 16 июля 1940 года № 0150 20-я Таджикская горно-кавалерийская Краснознамённая дивизия переименована в 20-ю горно-кавалерийскую ордена Ленина Краснознамённую дивизию.
Вступила в Великую Отечественную войну как 20-я горно-кавалерийская дивизия.

### В годы войны
В конце октября 1941 года 20-я горно-кавалерийская дивизия была передислоцирована из Среднеазиатского военного округа на Западный фронт.
25 октября 1941 года дивизия вступила в битву под Москвой.
Директивой Ставки ВГК от 12 ноября 1941 года с 12.00 12 ноября 20-я горнокавалерийская дивизия в районе Солнечногорска была передана из резерва Верховного Главнокомандования в состав войск Западного фронта.
14 ноября 1941 года 20-я горнокавалерийская дивизия была передана из резерва Западного фронта в состав 16-й армии.
Дивизия действовала на солнечногорском направлении.
В 9.30 18 ноября 1941 года дивизия вышла на рубеж Медведково — Пристанино — Аксеново, где и заняла оборону.
19 ноября 1941 года дивизия вступила в бой на клинском направлении. В последующих боях дивизия отражала наступление превосходящих сил немецко-фашистских войск в районах Солнечногорска и станции Крюково.
19 ноября 1941 года дивизия совместно с 8-й гвардейской стрелковой дивизией вела упорные бои с противником на рубеже Медведково — Аксеново.
С утра 21 ноября 1941 года дивизия вела бои с противником на рубеже Филатово — Кадниково — Савино.
22 ноября 1941 года дивизия, выбила контратакой противника из района Нагово, удерживала рубеж Нагово — Савино.
1 декабря 1941 года дивизия вошла в состав 2-го гвардейского кавалерийского корпуса генерал-майора Л. М. Доватора.
1 декабря 1941 года дивизия совместно с 4-й гвардейской кавалерийской дивизией сосредоточилась в районе Казарьево — Джунковки.
2 декабря 1941 года 2-й гвардейский кавалерийский корпус был выведен в армейский резерв.
Участвуя в контрнаступлении под Москвой, дивизия вела бои в районах Истра, Апальщина, Кубинка, Горбово и на других участках.
11 декабря 1941 года переданный из 16-й армии 2-й гвардейский кавалерийский корпус генерала Л. М. Доватора (3-я и 4-я гвардейские и 20-я кавдивизии) в первый же день наступления вводился в прорыв и ударом по тылам истринской группировки противника содействовал продвижению правого фланга армии в направлении Рузы.
30 декабря 1941 года дивизия сосредоточилась в районе Карабузино в составе 16-й армии.
В январе 1942 года 20-я горнокавалерийская дивизия была переформирована в 20-ю кавалерийскую дивизию.
В августе 1942 года в составе 20-й армии дивизия участвовала в Ржевско-Сычевской наступательной операции. В последующем совершала смелые рейды по тылам противника в районах городов Гжатск, Сычёвка, Ржев, Белый.
С ноября 1942-го по январь 1943 г. кавалеристы провели рейд по немецким тылам на глубину 380 км.
В феврале-марте 1943 года вместо 20-й кавалерийской дивизии в ходе Севской наступательной операции Центрального фронта в составе 2-го гвардейского кавалерийского корпуса действовала 7-я дивизия, прибывшая с 19-м корпусом с Дальнего Востока.
В 1-й половине 1943 года дивизия последовательно находилась в резерве ряда фронтов и Ставки ВГК.
В конце июля 1943 года дивизия была переброшена на Западный фронт (30 июля передана в Брянский фронт) и в ходе Орловской наступательной операции успешно вела боевые действия севернее города Карачев и на дятьковском направлении.
В сентябре — начале октября 1943 года в составе 50-й армии, затем фронтовой подвижной группы под командованием генерал-лейтенанта М. И. Казакова, а с 30 сентября — 63-й армии дивизия участвовала в Брянской наступательной операции.
18 сентября 1943-го за отличие в боях при форсировании реки Десна 20-я кавалерийская дивизия была преобразована в 17-ю гвардейскую кавалерийскую дивизию..Новая нумерация частям дивизии была присвоена 20 октября 1943 года.
Гвардейцы-кавалеристы дивизии 20 октября 1943 года форсировали реку Днепр в районе города Лоев.
В ноябре 1943 года дивизия участвовала в Гомельско-Речицкой наступательной операции.
В январе — феврале 1944 года дивизия участвовала в Калинковичско-Мозырской наступательной операции.
В июле — августе 1944 года дивизия вела наступательные бои в Люблин-Брестской операции 1-го Белорусского фронта, в ходе которых 22 июля форсировала реку Западный Буг в районе Влодава и вступила на территорию Польши.
24 июля 1944 года дивизия участвовала в освобождении города Луков (Лукув), а 31 июля — г. Седлец (Седльце).
12 августа 1944 года за образцовое выполнение заданий командования при форсировании реки Западный Буг и овладении городами Луков и Седлец 59 и 61 гвардейские кавалерийские полки были награждены орденами Александра Невского.
В Варшавско-Познанской операции дивизия, действуя с магнушевского плацдарма, успешно наступала в направлении Кутно, Бромберг (Быдгощ).
За форсирование реки Висла и овладение городами Лодзь, Кутно, Томашув, Гостынин, Ленчица, проявленные при этом доблесть и мужество гвардейские кавалерийские полки были награждены орденом Суворова III степени.
В марте 1945 года дивизия участвовала в уничтожении восточно-померанской группировки противника.
В Берлинской наступательной операции дивизия дважды форсировала реку Шпре и 25 апреля совместно с другими частями овладела важным опорным пунктом на юго-восточных подступах к Берлину — г. Шторков.
3 мая 1945 года с боями дивизия вышла на восточный берег реки Эльба в районе города Вильснак, где и встретила День Победы.

### После войны
13 октября 1945 года Директивой Генерального Штаба ВС СССР от 13 октября 1945 года № Орг/1/600 2-й гвардейский кавалерийский корпус был расформирован.
К 1 декабря 1945 года согласно приказу НКО СССР № 0013 от 10.06.1945 года 17-я гвардейская кавалерийская Мозырская орденов Ленина, Суворова и Кутузова дивизия была преобразована в 28-ю гвардейскую механизированную дивизию в состав которой вошли, свёрнутые в полки, бывшие 3-я, 4-я и 17-я гвардейские кавалерийские дивизии корпуса.
Директивой Генерального штаба от 13 октября 1945 года 90-й гвардейский механизированный полк (бывший 59-й гвардейский кавалерийский полк) унаследовал почётное наименование 17-й гвардейской кавалерийской дивизии — Мозырская и её ордена: Ленина, Суворова 2-й степени и Кутузова 2-й степении стал именоваться 59-й гвардейский кавалерийский Мозырский ордена Ленина Краснознамённый орденов Суворова Кутузова и Александра Невского полк
28-я гвардейская механизированная дивизия получила от 2-го гвардейского кавалерийского корпуса почётное наименование — Померанская и ордена Красного Знамени и Суворова и стала называться 28-я гвардейская механизированная Померанская Краснознамённая ордена Суворова дивизия. В 1957 году 28-я гвардейская механизированная дивизия была переформирована в 40-ю гвардейскую танковую Померанскую Краснознамённую ордена Суворова дивизию.

### Факты
В послевоенное время в составе 26 гвардейской мотострелковой дивизии 11 гвардейской общевойсковой армии Прибалтийского военного округа был сформирован 291 гвардейский мотострелковый полк, которому были переданы награды 61 гвардейского кавалерийского полка орден Суворова III степени и орден Александра Невского.

### Периоды вхождения в состав Действующей армии
- с 26.11.1941 по 16.02.1942
- с 17.07.1942 по 23.01.1943
- с 12.02.1943 по 30.04.1943
- с 18.07.1943 по 09.05.1945

Перечень № 6: Кавалерийские, танковые, воздушно-десантные дивизии и управления артиллерийских, зенитно-артиллерийских, минометных, авиационных и истребительных дивизий, входивших в состав действующей армии в годы Великой Отечественной войны 1941—1945 гг. / А. П. Покровский. — М.: Министерство обороны, 1965. — 77 с.

## Полное наименование
17-я гвардейская кавалерийская Мозырская ордена Ленина Краснознамённая орденов Суворова и Кутузова дивизия

## Состав
- 35-й гвардейский кавалерийский полк (бывший 22-й кавалерийский полк);
- 59-й гвардейский кавалерийский полк (бывший 103-й кавалерийский полк);
- 61-й гвардейский кавалерийский полк (бывший 124-й кавалерийский полк);
- 250-й гвардейский артиллерийско-миномётный полк (1659 артиллерийско-миномётный полк);
- 189-й танковый полк (с 18 июля 1943 года);
- 38-й отдельный гвардейский дивизион ПВО (474 отдельный дивизион ПВО, зенитная батарея);
- 250-й гвардейский артиллерийский парк;
- 21-й отдельный гвардейский сапёрный эскадрон (7 отдельный сапёрный эскадрон);
- 20-й отдельный гвардейский разведывательный эскадрон;
- 19-й отдельный гвардейский эскадрон связи (27 отдельный полуэскадрон связи);
- 18-й отдельный гвардейский взвод химической защиты;
- 16-й отдельный медико-санитарный эскадрон;
- 15-й отдельный продовольственный транспорт.
- 14-й отдельный взвод подвоза горюче-смазочных материалов;
- 5-й понтонно-вёсельный парк;
- 313-й полевой автохлебозавод;
- 20-й дивизионный ветеринарный лазарет;
- 211-я полевая почтовая станция
- 225-я полевая касса Государственного банка

## Подчинение
20 кавалерийская дивизия:
- Входила в состав Туркестанского фронта, с июня 1926 г. — САВО (штаб дивизии — гг. Самарканд, Старая Бухара, с 1932 г. — Сталинабад).
- с 26.11.1941 по 16.02.1942 — 2-й гвардейский кавалерийский корпус

17 гвардейская кавалерийская дивизия:
- на 01.10.1943 — 2-й гвардейский кавалерийский корпус — Брянский фронт
- на 01.11.1943 — 2-й гвардейский кавалерийский корпус — 65-я армия- Белорусский фронт
- на 01.12.1943 — 2-й гвардейский кавалерийский корпус — 61-я армия — Белорусский фронт
- на 01.01.1944 — 2-й гвардейский кавалерийский корпус — 61-я армия — Белорусский фронт
- на 01.02.1944 — 2-й гвардейский кавалерийский корпус — 61-я армия — Белорусский фронт
- на 01.03.1944 — 2-й гвардейский кавалерийский корпус — 61-я армия — 2-й Белорусский фронт
- на 01.04.1944 — 2-й гвардейский кавалерийский корпус — 2-й Белорусский фронт
- с 1.05.1944 и до конца войны — 2-й гвардейский кавалерийский корпус — 1-й Белорусский фронт.[3]

## Командование
командир дивизии
- 29.01.1933 — ??.??.193? Федин, Андрей Тимофеевич комбриг
- 07.02.1936 — 24.10.1937 Кузнецов, Фёдор Алексеевич, полковник, с 17.02.36 г. комбриг
- ??.10.1937 — ??.02.1938 Константинов, Михаил Петрович, майор, полковник (врид)
- 13.02.1938 — 17.01.1941 Шапкин, Тимофей Тимофеевич, генерал-лейтенант
- 17.01.1941 — 28.11.1941 Ставенков, Анатолий Васильевич, полковник
- 29.11.1941 — 18.12.1941 Тавлиев, Михаил Петрович, подполковник
- 19.12.1941 — 20.03.1942 Арсеньев, Евгений Петрович, полковник
- 21.03.1942 — 13.10.1945 Курсаков, Павел Трофимович, полковник, с 22.02.1943 генерал-майор

## Награды и наименования
- Орден Красного Знамени — награждена Постановлением ЦИК СССР от 05 ноября 1931 года;
- Орден Ленина — награждена Постановлением ЦИК СССР от 20 сентября 1935 года в связи с 15-летием дивизии;
- «Гвардейская» — почётное звание присвоено приказом Народного Комиссара обороны СССР 18 сентября 1943 года за проявленную отвагу в боях за Отечество с немецкими захватчиками, за стойкость, мужество, дисциплину и организованность, за героизм личного состава и отличие в боях при форсировании реки Десна.
 20-я кавалерийская дивизия была преобразована в 17-ю гвардейскую кавалерийскую дивизию;
- «Мозырская» — почётное наименование присвоено приказом Верховного Главнокомандующего № 07 от 15 января 1944 года — за отличие в боях с немецкими захватчиками при освобождении городов Мозырь и Калинковичи
- Орден Суворова II степени- награждена указом Президиума ВС СССР от 19 февраля 1945 года — за образцовое выполнение заданий командования в боях с немецкими захватчиками, за овладение городами: Лодзь, Кутно, Томашув (Томашев), Гостынин, Ленчица и проявленные при этом доблесть и мужество;[4]
- Орден Кутузова II степени — награждена указом Президиума ВС СССР от 26 апреля 1945 года — за образцовое выполнение заданий командования в боях с немецкими захватчиками при овладении городами Штаргард, Наугард, Польцин и проявленные при этом доблесть и мужество.[5]

Награды частей дивизии:
- 35-й гвардейский кавалерийский Седлецкий[6] Краснознамённый орденов Суворова[7] и Кутузова (?) полк
- 59-й гвардейский кавалерийский Краснознамённый ордена Александра Невского[8] полк
- 61-й гвардейский кавалерийский орденов Суворова[9] и Александра Невского[8] полк
- 250-й гвардейский артиллерийско-миномётный дважды Краснознамённый[8] полк
- 189-й танковый Краснознамённый[7] полк
- 21-й отдельный гвардейский сапёрный ордена Красной Звезды[10] эскадрон
- 19-й отдельный гвардейский ордена Красной Звезды[10] эскадрон связи

## Отличившиеся воины
Несколько тысяч воинов награждены орденами и медалями, 13 удостоены звания Героя Советского Союза.
Произведено награждений орденами СССР не меньше:
- орден Ленина — 13
- орден Красного Знамени — 90
- орден Суворова I степени — 1
- орден Кутузова II степени — 1
- орден Суворова III степени — 9
- орден Кутузова III степени — 4
- орден Богдана Хмельницкого III степени — 10
- орден Александра Невского — 23
- орден Отечественной войны I степени — 184
- орден Отечественной войны II степени — 321
- орден Красной Звезды — 961
- орден Славы I степени — 1
- орден Славы II степени- 25
- орден Славы III степени — 508

(Данные о награждениях взяты из приказов 17 гвардейской кавалерийской дивизии, 2 гвардейского кавалерийского корпуса, 61 армии,Западного и Брянского фронтов, Белорусского , 1 Белорусского и 2 Белорусского фронтов, указов Президиума Верховного Совета СССР, размещённых на сайте "Электронный банк документов «Подвиг народа в Великой Отечественной войне 1941—1945 гг» Министерства обороны РФ).
 Герои Советского Союза:
- гвардии сержант Ахмедов, Фатулла, командир расчёта противотанкового ружья 61 гвардейского кавалерийского полка
- гвардии красноармеец Воронцов, Александр Никифорович, пулемётчик 59 гвардейского кавалерийского полка
- гвардии подполковник Гладков, Василий Дмитриевич, командир 35 гвардейского кавалерийского полка
- гвардии подполковник Кратов, Дмитрий Николаевич, командир 250 гвардейского артиллерийско-миномётного полка.
- гвардии капитан Лямин, командир батареи 250 гвардейского артиллерийско-миномётного полка.
- младший лейтенант Никандров, Василий Никандрович, командир взвода 189 танкового полка. Указ Президиума Верховного Совета СССР от 24 марта 1945 года. Звание присвоено посмертно.
- гвардии старший сержант Плеханов, Николай Алексеевич, механик-водитель 189 танкового полка. Указ Президиума Верховного Совета СССР от 31 мая 1945 года.
- гвардии красноармеец Попов, Иван Михайлович, наводчик орудия 35 гвардейского кавалерийского полка. Указ Президиума Верховного Совета СССР от 31 мая 1945 года.
- гвардии лейтенант Распопов, Пётр Михайлович, командир взвода 59 гвардейского кавалерийского полка. Указ Президиума Верховного Совета СССР от 31 мая 1945 года.
- гвардии лейтенант Савостин, Константин Дмитриевич, командир взвода 35 гвардейского кавалерийского полка. Указ Президиума Верховного Совета СССР от 24 марта 1945 года. Звание присвоено посмертно.
- гвардии красноармеец Силаев, Иван Сергеевич, сабельник 61 гвардейского кавалерийского полка. Указ Президиума Верховного Совета СССР от 15 мая 1946 года.
- гвардии капитан Слободян, Митрофан Лукьянович, партийный организатор 59 гвардейского кавалерийского полка. Указ Президиума Верховного Совета СССР от 15 мая 1946 года.
- гвардии сержант Тихомиров, Степан Михайлович, командир пулемётного расчёта 61 гвардейского кавалерийского полка. Указ Президиума Верховного Совета СССР от 15 мая 1946 года.

 Кавалеры ордена Славы трёх степеней.
- Загузин, Семён Спиридонович, гвардии сержант, командир пулемётного расчёта 35 гвардейского кавалерийского полка. Указ Президиума Верховного Совета СССР от 24.03.1945 года.

| Орден Суворова I степени: - гвардии генерал-майор Курсаков, Павел Трофимович, командир дивизии. Указ Президиума Верховного Совета СССР от 29 мая 1945 года. Орден Кутузова II степени: - гвардии полковник Калинович Дмитрий Ефремович, заместитель командира дивизии по строевой части. Указ Президиума Верховного Совета СССР от 31 мая 1945 года. Орден Суворова III степени: - подполковник Агуреев Иван Акимович, командир 22 кавалерийского полка.Приказ Военного совета Брянского фронта № 95/н от 20 сентября 1943 года - капитан Гуров Иван Степанович, заместитель командира 124 кавалерийского полка по строевой части. Приказ Военного совета Брянского фронта № 100/н от 30 сентября 1943 года. - гвардии капитан Платонов Григорий Николаевич, офицер разведки 35 гвардейского кавалерийского полка. Приказ Военного совета 1 Белорусского фронта № 210/н от 29 августа 1944 года. - гвардии майор Раевский Олег Александрович, командир 59 гвардейского кавалерийского полка. Приказ Военного совета 1 Белорусского фронта № 210/н от 29 августа 1944 года. - майор Сайфутдинов Ахмет Мухаметович, командир 124 кавалерийского полка. Приказ Военного совета Брянского фронта № 95/н от 20 сентября 1943 года. - гвардии подполковник Святославов Николай Андреевич, командир 189 (гвардейского ?) танкового полка. Приказ Военного совета 1 Белорусского фронта № 586/н от 29 мая 1945 года. - гвардии майор Сизонов Николай Фёдорович, начальник штаба 35 гвардейского кавалерийского полка. Приказ Военного совета 1 Белорусского фронта № 467/н от 21 февраля 1945 года. - подполковник Тихонов Илья Пантелеевич, командир 103 кавалерийского полка. Приказ Военного совета Брянского фронта № 95/н от 20 сентября 1943 года. - гвардии майор Штельмахин Аркадий Витальевич, начальник штаба 250 гвардейского артиллерийско - миномётного полка. Приказ Военного совета 1 Белорусского фронта № 444/н от 11 февраля 1945 года. Орден Кутузова III степени: - гвардии майор Агеев Борис Иванович, помощник начальника штаба 250 гвардейского артиллерийско-миномётного полка. Приказ Военного совета 1 Белорусского фронта № 636/н от 10 июня 1945 года. | - гвардии подполковник Елисеев Яков Георгиевич, заместитель командира 35 гвардейского кавалерийского полка по строевой части. Приказ Военного совета 1 Белорусского фронта № 210/н от 29 августа 1944 года. - гвардии подполковник Кратов Дмитрий Николаевич, командир 250 гвардейского артиллерийско-миномётного полка. Приказ Военного совета 1 Белорусского фронта № 444/н от 11 февраля 1945 года. - гвардии старший лейтенант Петряев Николай Илларионович, командир эскадрона 35 гвардейского кавалерийского полка. Приказ Военного совета 1 Белорусского фронта № 16/н от 11 марта 1944 года. Орден Богдана Хмельницкого III степени: - гвардии красноармеец Горлатый Григорий Григорьевич, 2-й номер станкового пулемёта 35 гвардейского кавалерийского полка. Приказ Военного совета 1 Белорусского фронта № 485/н от 5 марта 1945 года. - гвардии подполковник Дмитриенко Александр Ульянович, заместитель начальника политического отдела дивизии. Приказ Военного совета 1 Белорусского фронта № 633/н от 10 июня 1945 года. - гвардии лейтенант Зыякаев Абдулхак Ахметович, командир сабельного взвода 35 гвардейского кавалерийского полка. Приказ Военного совета 1 Белорусского фронта № 485/н от 5 марта 1945 года. - гвардии старший лейтенант Лосев Александр Егорович, командир взвода 38 отдельного гвардейского дивизиона ПВО. Приказ Военного совета 1 Белорусского фронта № 505/н от 23 марта 1945 года. - гвардии старший лейтенант Макаров Владимир Михайлович, командир взвода 38 отдельного гвардейского дивизиона ПВО. Приказ Военного совета 1 Белорусского фронта № 617/н от 8 июня 1945 года. - гвардии капитан Малаш Василий Прокопьевич, командир зенитной батареи 38 отдельного гвардейского дивизиона ПВО. Приказ Военного совета 1 Белорусского фронта № 617/н от 8 июня 1945 года. - гвардии младший лейтенант Малютин Дмитрий Иванович, командир сабельного взвода 35 гвардейского кавалерийского полка. Приказ Военного совета 1 Белорусского фронта № 485/н от 5 марта 1945 года. - гвардии старший лейтенант Платонов Константин Петрович, командир взвода 35 гвардейского кавалерийского полка. Приказ Военного совета 1 Белорусского фронта № 467/н от 21 февраля 1945 года. - гвардии красноармеец Ткачук Лазарь Самуилович, пулемётчик 2 эскадрона 35 гвардейского кавалерийского полка. Приказ Военного совета 1 Белорусского фронта № 16/н от 11 марта 1944 года. - гвардии лейтенант Фадейкин Иван Никитич, командир взвода 35 гвардейского кавалерийского полка. Приказ Военного совета 1 Белорусского фронта № 210/н от 29 августа 1944 года. |